# Melanophryniscus fulvoguttatus
Melanophryniscus fulvoguttatus – gatunek płaza bezogonowego z rodziny ropuchowatych.

## Systematyka
Gatunek ten jest jednym z przedstawicieli rodzaju Melanophryniscus zaliczanego do rodziny ropuchowatych (Bufonidae).
W przeszłości uznawano go za podgatunek Melanophryniscus stelzneri. Do rangi gatunku wynieśli go Cruz i Caramaschi (2003).

## Rozmieszczenie geograficzne
Gatunek ten zamieszkuje południową Brazylię (stan Mato Grosso do Sul), wschód Paragwaju i północną Argentynę (prowincja Formosa).

## Ekologia
Żyje na wysokości od 90 do 150 m nad poziomem morza.
Jego siedlisko to zalewane okresowo tereny trawiaste.

## Cykl życiowy
Rozmnaża się w obrębie zalewanych terenów trawiastych. Z nastaniem suchszych czasów zagrzebuje się w glebie.

## Status zagrożenia i ochrona
W Czerwonej księdze gatunków zagrożonych IUCN płaz ten od 2004 roku klasyfikowany jest jako gatunek najmniejszej troski (LC, ang. Least Concern).
Występuje obficie. Trend liczebności populacji nie jest znany.
Z zagrożeń IUCN wymienia niszczenie środowiska naturalnego poprzez tworzenie plantacji soi oraz handel jako zwierzęciem domowym.
Zamieszkuje kilka prywatnych rezerwatów w Paragwaju oraz jeden obszar chroniony w Brazylii.